# Avenida La Paz
La Avenida La Paz es una avenida que divide las comunas de Recoleta e Independencia, en Santiago de Chile. Se encuentra paralela a las avenidas Independencia y Recoleta.

## Trazado y lugares destacados
La avenida comienza en el puente La Paz, que atraviesa el río Mapocho, en la intersección con Cardenal Caro, y finaliza en la plaza La Paz, frente a la entrada monumental Cementerio general, en las calles Profesor Zañartu y Unión. La avenida atraviesa gran parte del barrio La Vega, y es una calle donde hay mucho comercio de frutas, verduras y demases. 
Otro de los lugares que destacan es el Terminal de Buses La Paz, donde salen los autobuses que se dirigen al sector norte de la Región Metropolitana: Colina, Batuco, Lampa y Chicureo. Este terminal se encuentra en la intersección con la calle Lastra. Posteriormente, en la intersección con calle Olivos, se encuentra el Hospital Psiquiátrico José Horwitz Barak, el que se extiende hasta casi llegar a la calle Santos Dumont.

## LaCalle de Los Muertos
En el tramo final de la avenida, entre Santos Dumont y profesor Zañartu, se encuentra la denominada Calle de los muertos. En dicho tramo se encuentra el Servicio Médico Legal  (morgue de Santiago), La Plaza La Paz que homenajea a los muertos en el incendio de la Iglesia de la Compañía, y desemboca en avenida Profesor Zañartu, donde se encuentra la gran entrada del Cementerio General. En dicho tramo es común ver a diario, carrozas fúnebres y deudos en espera de la entrega de fallecidos. La Plaza la Paz antiguamente fue parte de las caballerizas del Séptimo de Línea.